# Bay St. Louis
Bay Saint Louis es una ciudad del Condado de Hancock, Misisipi, Estados Unidos. Según el censo de 2000 tenía una población de 8.209 habitantes.

## Demografía
Según el censo de 2000, había 8.209 personas, 3.271 hogares y 2.064 familias residiendo en la localidad. La densidad de población era de 517,9 hab./km². Había 3.817 viviendas con una densidad media de 240,8 viviendas/km². El 80,23% de los habitantes eran blancos, el 16,59% afroamericanos, el 0,40% amerindios, el 1,11% asiáticos, el 0,05% isleños del Pacífico, el 0,19% de otras razas y el 1,43% pertenecía a dos o más razas. El 1,68% de la población eran hispanos o latinos de cualquier raza.
Según el censo, de los 3.271 hogares en el 29,6% había menores de 18 años, el 44,0% pertenecía a parejas casadas, el 14,7% tenía a una mujer como cabeza de familia, y el 36,9% no eran familias. El 31,5% de los hogares estaba compuesto por un único individuo, y el 12,6% pertenecía a alguien mayor de 65 años viviendo solo. El tamaño promedio de los hogares era de 2,41 personas, y el de las familias de 3,05.
La población estaba distribuida en un 24,5% de habitantes menores de 18 años, un 7,6% entre 18 y 24 años, un 26,8% de 25 a 44, un 24,5% de 45 a 64, y un 16,6% de 65 años o mayores. La media de edad era 39 años. Por cada 100 mujeres había 92,0 hombres. Por cada 100 mujeres de 18 años o más, había 88,0 hombres.
Los ingresos medios por hogar en la localidad eran de 34.106 dólares ($), y los ingresos medios por familia eran 41.957 $. Los hombres tenían unos ingresos medios de 32.261 $ frente a los 21.308 $ para las mujeres. La renta per cápita para la ciudad era de 18.483 $. El 13,2% de la población y el 10,0% de las familias estaban por debajo del umbral de pobreza. El 17,2% de los menores de 18 años y el 11,5% de los habitantes de 65 años o más vivían por debajo del umbral de pobreza.

## Geografía
Según la Oficina del Censo de los Estados Unidos, Bay Saint Louis tiene un área total de 43,7 km² de los cuales 15,9 km² corresponden a tierra firme y 27,8 km² a agua. El porcentaje total de superficie con agua es 63,70%.